# Lisa Langseth
Pour les articles homonymes, voir Langseth.
Lisa Langseth, née le 20 avril 1975 à Stockholm, est une réalisatrice et scénariste et metteur en scène de théâtre suédoise.

## Biographie
Lisa Langseth a été formée au Dramatiska Institutet de 1999 à 2002. Au milieu des années 2000, elle a été principalement active dans le monde du théâtre suédois en montant un grand nombre de pièces à travers le pays, notamment à l'Opéra royal de Stockholm et à l'Opéra de Göteborg.
En 2005, Langseth passe au cinéma avec le court-métrage Godkänd dont elle signe la réalisation et le scénario. Pour ce court, elle recevra le prix du meilleur scénario lors du Festival international du film de Göteborg en 2006.  
Ensuite, elle réalise son premier long métrage en 2010, Pure, avec notamment l’étoile montante du cinéma suédois Alicia Vikander, qui sera présenté dans de nombreux festivals. Ce film, qui sera bien reçu par la critique, lui permet de s’ouvrir au public international.
En 2013 sort son second film Hotell, avec lequel elle retrouve Alicia Vikander. Le film sera présenté lors du Festival international du film de Toronto 2013 en sélection Contemporary World Cinema.

## Filmographie
Langseth signe le scénario de tous ses films. 
- 2006 : Godkänd (court métrage)
- 2010 : Pure
- 2013 : Hotell
- 2017 : Euphoria

## Télévision
- 2020 : Love & Anarchy (Kärlek & Anarki) (série TV)

## Théâtrographie
- 2002 : Godkand
- 2004 : Beloved (avec Noomi Rapace, présentée en avant-première au Royal Dramatic Theatre de Stockholm)

## Distinctions

### Récompenses
Godkänd
- Meilleur scénario lors du Festival du film de Göteborg

Pure
- Prix Guldbagge du meilleur scénario

### Nominations
Pure
- Prix Guldbagge de la meilleure réalisation